# Ruellia reitzii
Ruellia reitzii är en akantusväxtart som beskrevs av Wasshausen och L. B. Smith. Ruellia reitzii ingår i släktet Ruellia och familjen akantusväxter. Inga underarter finns listade i Catalogue of Life.